# Andamane
Le Isole Andamàne sono un arcipelago di isole, politicamente appartenenti all'India, che insieme alle Isole Nicobare formano il territorio delle Andamane e Nicobare. Si trovano nella parte meridionale del Golfo del Bengala (non molto lontano dalla costa birmana), nell'omonimo mare. Calcutta, la città indiana più vicina all'arcipelago, dista 1.300 km dal capoluogo delle isole.

## Etimologia
L'etimologia del nome è oscura; certamente erano già note in età classica (segnalate dai cartografi di Alessandro Magno), e chiamate in greco Agathou daimonos nesos, probabilmente derivante dal nome locale Angdaman, dal quale sarebbe derivato il loro nome arabo Andaman.
Marco Polo non le visitò, ma ne parla chiamandole Angamanain, che dovrebbe essere una storpiatura dell'arabo col significato di “i due angamani”, dovuto alla leggenda che gli abitanti dell'isola fossero dei cannibali bifronti e dal viso canino.
Secondo un'altra teoria il nome dell'isola dovrebbe derivare dal malese antico Handuman, che deriverebbe dal nome di Hanuman, il dio-Scimmia dell'induismo.

## Geografia

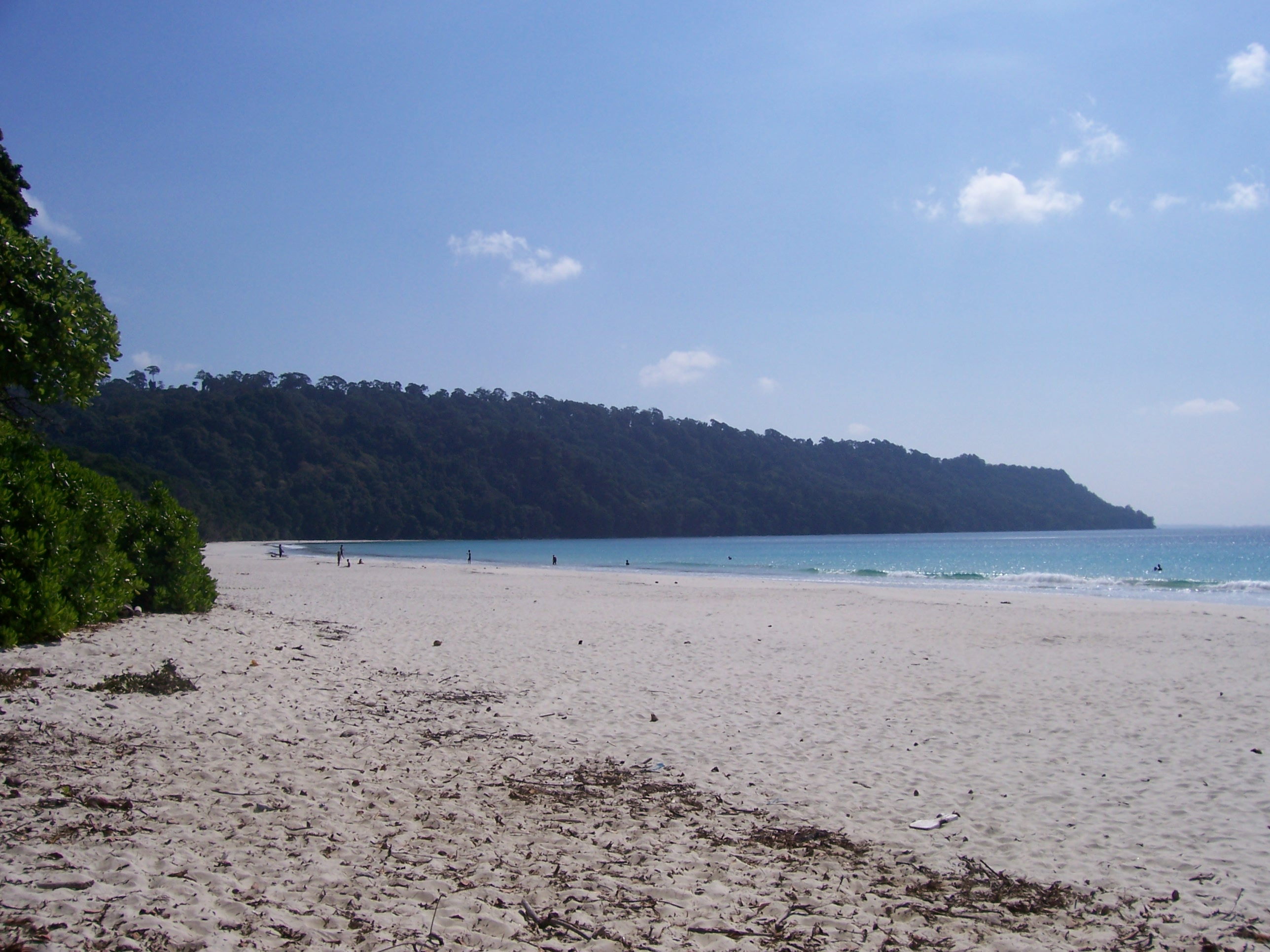
Radhanagar Beach nell'isola di Havelock, nelle Andamane meridionali.

Le Andamane contano 576 tra isole ed isolotti disposti secondo una forma allungata che si estende in direzione nord-sud per circa 500 km. La superficie complessiva delle Andamane è di 6.408 km². Le isole abitate sono 26 e le 5 maggiori sono raccolte nel raggio di 250 km e da nord a sud sono Andaman Settentrionale, Andaman Centrale, Andaman Meridionale, Baratang e Rutland. Più a sud si trova l'isola di Piccola Andaman, quarta per dimensioni nell'arcipelago (739 km²) e suo limite meridionale.
Oltre a queste vanno segnalate la North Sentinel (74 km²), 30 km ad ovest di Andaman Meridionale. 135 km a nord-est di Port Blair, c'è l'isola vulcanica di Barren, l'unico vulcano attivo di tutta l'India, che raggiunge i 354 m s.l.m.. Ancora più a nord-est c'è la piccola isola del vulcano estinto di Narcondam che raggiunge i 704 m s.l.m. Infine ci sono la piccola Landfall nell'estremo nord e l'arcipelago di Ritchie, al largo di Andaman Meridionale e Baratang, la cui isola maggiore è Havelock.
Le isole abitate sono: Aves, Baratang, Cinque, Curlew, East, Flat Bay, Havelock, Interview, John Lawrence, Piccola Andaman, Long, Andaman Centrale, Neil, North Sentinel, North Passage, Andaman Settentrionale, Narcondum, Spike, Rutland, Strait, Smith, Stewart, Andaman Meridionale, Viper.
Amministrativamente costituiscono due distretti dell'India, il distretto di Andaman Meridionale e il distretto di Andaman Settentrionale e Centrale che, insieme al distretto delle Nicobare, forma il Territorio dell'Unione dell'India delle Andamane e Nicobare con un'estensione territoriale complessiva di quasi 8.500 km².
Capoluogo del territorio è Port Blair, porto dell'isola di Andaman Meridionale, rivolto verso est, sul mare delle Andamane.

## Storia
L'arcipelago si trova sull'antica rotta commerciale dei monsoni dell'Oceano Indiano da e verso la Cina, come documentato dal manoscritto arabo Akhbar Al-Sin wa'l-Hind (trad. "Relazione sulla Cina e sull'India") scritto a metà del nono secolo da mercanti islamici. L'arcipelago costituiva una tappa per i rifornimenti dei convogli, senza che vi fosse sviluppo di colonie commerciali sulle isole.
L'arcipelago fu visitato nel 1788 da ufficiali britannici, nel tentativo, fallito, di costituirvi un penitenziario. Nel 1857 furono occupate dai militari inglesi che vi fondarono stavolta una colonia penale e insieme alle isole Nicobare furono aggregate all'India britannica nel 1858, seguendone le sorti.

## Religione
La religione prevalente è l'induismo, seguita da Cristianesimo (protestanti e cattolici) e islamismo. Le antichissime popolazioni delle isole (andamanesi) praticano ancora religioni ancestrali, assimilabili all'animismo. La lingua ufficiale è l'hindi, assieme all'inglese e all'antica lingua dei nativi. La popolazione prima del maremoto era stimata a circa 360.000 abitanti, con una distribuzione poco omogenea.

### Popoli indigeni
Diverse tribù indigene abitano le isole da tempo immemorabile: 
- Gli Jarawa sono un popolo nomade di cacciatori e raccoglitori. Hanno contatti pacifici con l'esterno solo dal 1998 e, per questo, rischiano di essere decimati dalle malattie portate dai forestieri, verso cui hanno basse difese immunitarie.
- I Sentinelesi vivono sulla piccola isola North Sentinel e resistono strenuamente a ogni contatto con il mondo esterno.
- Gli Onge vivono in una riserva sull'isola Piccola Andamane. Sono stati decimati a seguito del contatto con l'esterno: ora contano all'incirca 100 individui.[5]
- I Grandi Andamanesi sono la tribù su cui la colonizzazione ha avuto l'impatto più devastante: prima dell'arrivo dei britannici il popolo contava oltre 5.000 membri e 10 tribù, oggi rimangono solo 56 persone[6].

## Il problema dei "safari umani"
Ogni giorno migliaia di turisti viaggiano lungo la Andaman Trunk Road, la strada che attraversa illegalmente la riserva del popolo Jarawa, per avvistare i membri della tribù: di fatto, gli Jarawa vengono trattati come animali in uno zoo safari. Sono stati persino documentati casi di indigeni costretti a danzare in cambio di dolciumi. Oltre a ledere la loro dignità, il passaggio dei turisti lungo la strada illegale rappresenta anche una minaccia reale per le vite degli indigeni: gli Jarawa rischiano di essere decimati dalle malattie portate dai turisti, verso cui hanno basse difese immunitarie.
A seguito della campagna di Survival International, che per prima ha denunciato questo fenomeno nel 2010, sia le Nazioni Unite che il Ministro indiano agli Affari Indigeni hanno condannato i “safari umani” e chiesto la chiusura della Andaman Trunk Road, ma le autorità locali si sono mostrate sorde a questi appelli e la strada rimane aperta.
La campagna di Survival continua tuttora: nell'aprile 2013 l'organizzazione che difende i diritti dei popoli indigeni ha chiesto ai turisti di non viaggiare nelle isole fino a quando non sarà posta fine alla pratica degradante dei “safari umani” nella terra degli indigeni Jarawa.

## Le Andamane dopo lo tsunami del 26 dicembre 2004
L'economia delle isole, già molto fragile, è stata pesantemente danneggiata dal maremoto dell'Oceano Indiano, che si stima abbia ucciso più di 3.000 persone tra abitanti delle isole e l'esiguo numero di turisti. Prima dell'immane disastro, l'attività economica più redditizia era la pesca, praticata ancora con metodi tradizionali.
A differenza di quanto comunicato dai media di tutto il mondo, i popoli tribali che abitano nelle isole sono usciti pressoché indenni dallo tsunami. Alcuni membri di una tribù hanno infatti raccontato di essersi rifugiati sulle alture dell'isola non appena hanno visto il mare ritirarsi, come da conoscenze tradizionali tramandate oralmente.